# 남베트남 민족해방전선

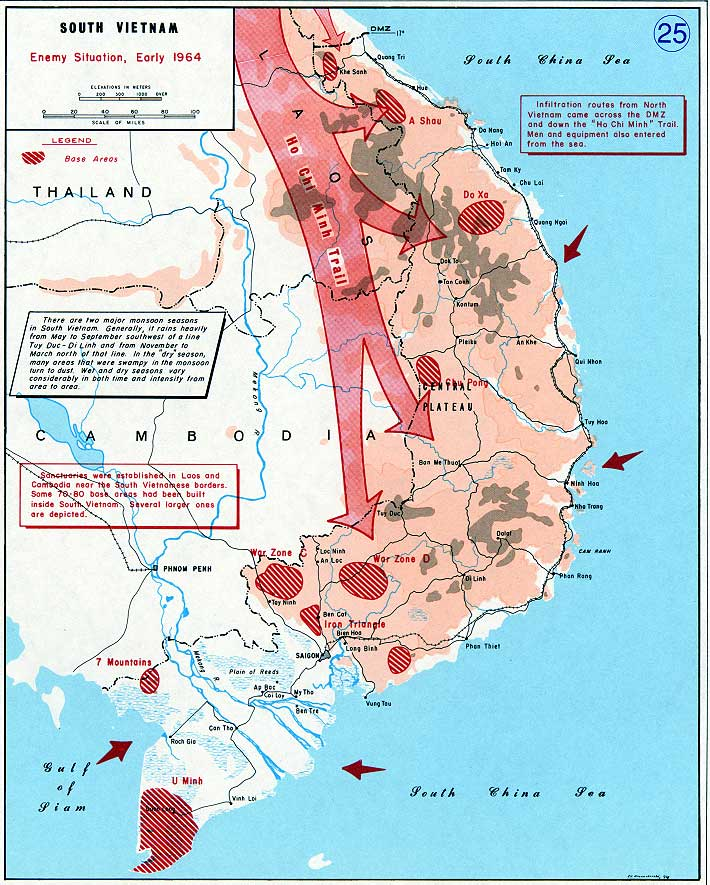
1964년 초, 남베트남 민족해방전선의 활동

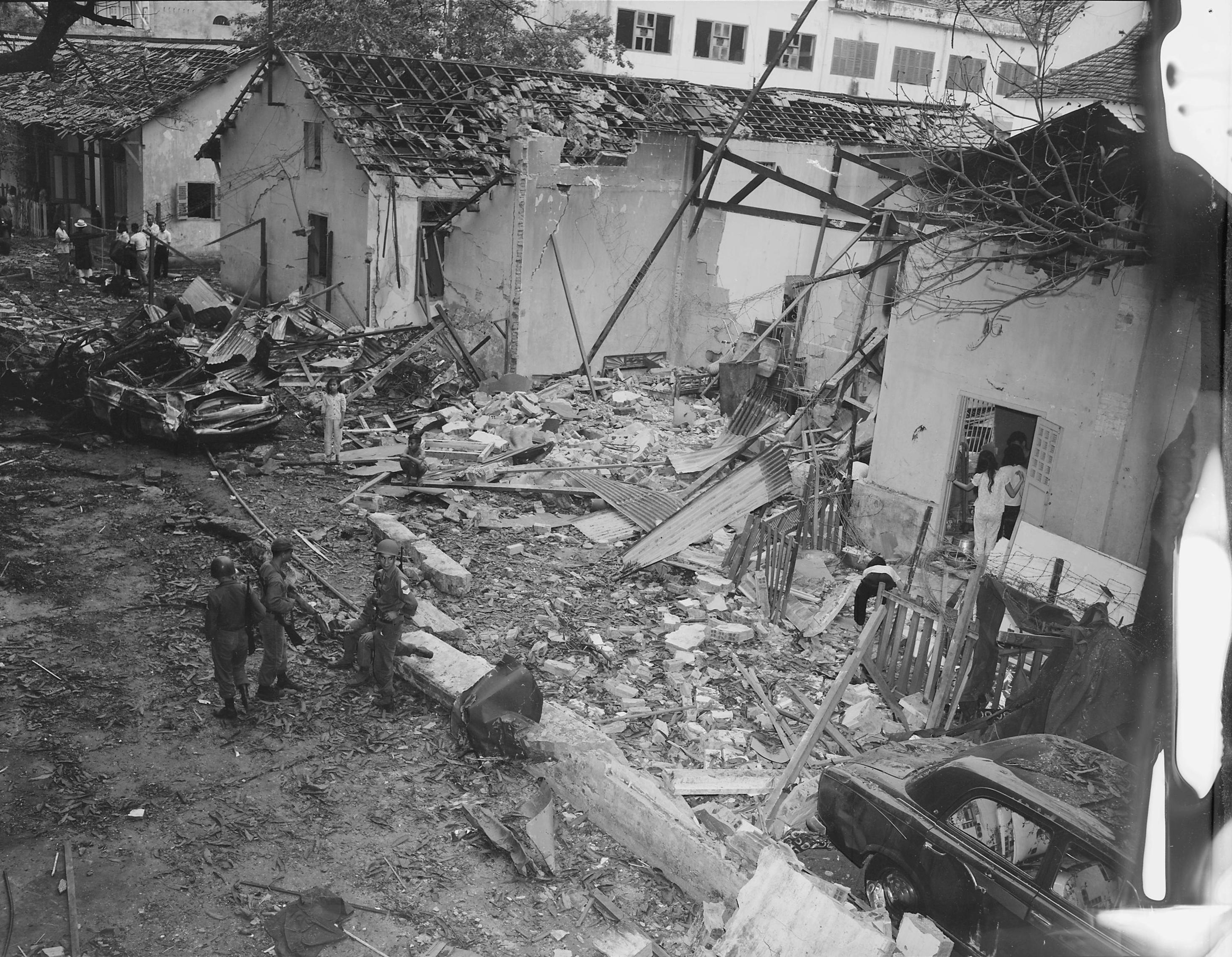
1964년 12월 24일, 남베트남 민족해방전선에 의한 브링크 호텔 폭파의 현장. 안의 있던 2명의 미군이 사망하였다.

남베트남 민족해방전선(베트남어: Mặt Trận Dân Tộc Giải Phóng Miền Nam Việt Nam 맛쩐 전똑 자이퐁 미엔 남비엣남[*], 문화어: 남부 비엣남 민족해방전선) 또는 베트콩(베트남어: Việt Cộng 비엣꽁[*], 한국 한자: 越共 월공)은 베트남 공화국(남베트남)에서 정부군에 대항하여 게릴라전 활동을 벌인 공산주의 조직이다. 베트남 전쟁 동안 북베트남의 지시를 받아 군사 작전들을 수행하였고, 1975년 정부가 전복되어 남베트남 공화국이 세워지고 1976년 공식적인 통일이 이루어진 뒤 1977년 2월 4일에 베트남 조국 전선으로 편입되었다.

## 이름
민족해방전선을 흔히 지칭하는 용어인 베트콩(Việt Cộng)은 남베트남과 그 연합군 쪽에서 베트남 전쟁 중 남베트남에 저항하는 반군 단체 및 인민전선 조직을 부르는 말이며, 남베트남 국민해방전선의 전투원을 지칭하는 뜻으로도 쓰였다. 베트콩이라는 용어는 "베트남 공산주의자"를 뜻하는 '비엣남 꽁산'(베트남어: Việt Nam Cộng Sản)에서 왔다.

## 강령
이들은 대회당에서 민족민주연합정부 수립, 진보적 민주주의의 실현, 소작료 경감과 점진적인 토지개혁, 독립적이고 자주적인 경제 건설, 남북관계 정상화와 평화적 재통일, 평화적인 중립외교정책 수립 등 10개항의 정치강령을 채택하고 구엔 후 토를 의장으로 선출했다. 1967년 8월 열린 임시전국대회에서는 창립 강령을 구체화한 새로운 정치 강령을 채택했다.

## 성립 배경과 역사
베트남 공화국(남베트남)의 초대 대통령인 응오딘지엠은 미국의 지도 하에 1956년 토지 개혁을 착수했으나, 이는 소작제 폐지가 아닌 소작료 인하와 지주의 토지 면적을 부분적으로 제한하는 조치에 불과하였다. 응오딘지엠 정권의 토지 개혁에서는 지주가 경작지를 보유 상한선 100 헥타르까지 보유할 수 있었고, 조상제사비용에 충당할 목적으로 사용될 15 헥타르를 추가로 보유할 수 있었다. 그 이외의 토지는 시가에 따라 타 동민에게 직접 판매하거나 국가에 판매하도록 규정되었다. 수용된 토지를 국가로부터 매입하는 농민은 5 헥타르를 초과하여 매입할 수 없었으며, 국가가 지주에게 지급한 보상비용을 6년 내에 납부하여야 했다. 당시 대지주들은 대부분 도시에 거주하는 부재지주였으며, 지대는 공무원이나 대리인을 시켜 징수하고 있었다. 응오딘지엠 정권은 여기서 지주의 소작인 고용을 폐지하지 않았고, 베트남 농촌 대다수 지역에서는 다수 농민의 생활 조건에 맞지 않는 소작 행위가 빈번히 일어나고 있었다.
응오딘지엠 정권은 소작제를 인정하되 소작료를 최대 25%까지만 받을 수 있도록 강제하였다. 이러한 정책은 이전의 농촌 생산 관계랑 비교할 때, 지주에게 상대적으로 불리한 여건을 만들긴 했으나, 일부 지역에서는 정반대의 결과를 내놓기도 하였다. 일례로, 제1차 인도차이나 전쟁 시기 남부 지역에서 활동한 베트남 독립동맹회는 소작제를 폐지했거나, 소작제를 유지하더라도 소작료를 최대 15%만 받게 했었기에, 이들이 토지 개혁을 실시했던 일부 지역에서는 오히려 지엠 정권의 토지 개혁이 소작료를 증가시키는 원인으로 되었다.
응오딘지엠 정권은 1960년 기준으로 대지주의 토지 소유 집중도는 낮아졌다고 선전하였다. 실제로 당시 경작지의 45%를 대지주가 소유하고 있었으며, 11.1%는 중소지주가 소유하고 있었는데, 이는 1954년의 수준보다 나아진 상태였다. 그러나, 그 차이는 미미했으며, 농민의 생활 수준은 여전히 나아지지 않았다. 특히, 베트남 농촌에서의 소작제 유지는 농업 자본이 상대적으로 약한 대다수의 소농을 다시 빈농으로 전락시키는 원인이 되었다. 심지어 소작료 25% 상한선이 지켜지지 않았는데, 적지 않은 지역에서 최대 50%의 소작료를 받는 부조리가 횡행하고 있었으며, 이러한 것을 감시해야 할 지역 공무원은 지주에게 뇌물을 받고, 이러한 불법 행위를 눈감아 주고 있었다. 게다가 지엠 정권은 소작농이 자영농으로 발전할 수 있는 자영농 육성 정책을 계획하지도 않았기에 상황은 악화되고 있었다. 지엠 정권은 이를 해결할 의지를 보여주지 못 하였으며, 오히려 농촌의 농민 운동을 강경하게 진압하고, 농민의 쟁의 행위를 막기 위해 농촌 통제 정책을 실시하였다.
그로 인해 베트남의 농촌 지역은 소수의 지주와 다수의 빈농이라는 반(半)봉건적 사회 관계에 놓여져 있었다. 지엠 정권의 탄압에도 불구하고 베트남 농촌 지역의 소작 운동의 규모는 커져만 갔다. 소작 쟁의를 주도한 지방과 도시의 농민회와 공산주의자 소조직이 서로 연합하여 1960년 12월 20일에 남베트남 민족해방전선을 결성하였고, 이를 지도할 수 있는 혁명 정당으로, 1962년 1월 1일에 인민혁명당이 결성되었다.
1954년 스위스 제네바에서 열린 제네바극동평화회의 이후 남하한 북베트남인 가운데 상당수가 합류했으며 비(非)공산주의자들도 다수 참가했다. 북베트남은 1960년대부터 민족해방전선에 무기와 보급품 등을 적극적으로 지원함으로써 게릴라 활동을 도왔다.

### 베트남 전쟁
베트남 전쟁 중 1959년부터 무장 투쟁 활동을 시작하여 주로 내륙 산악 지역의 호찌민 루트를 통한 베트남 민주공화국(북베트남)의 군사 지원을 받아 베트남 공화국(남베트남)에 대항하는 게릴라전 활동을 벌였다.
1968년 뗏 공세 이후 미국 내의 전쟁 회의론 대두로 베트남에 대한 군사 개입은 줄어들기 시작했으나 베트콩 세력도 심각한 피해를 입고 캄보디아로 밀려나 신병을 거의 모집할 수 없게 되었다. 대략 이 시기를 기점으로 베트콩은 독자적인 세력을 이루지 못하고 북베트남에 대한 의존이 강화되었으며, 이후 주요 공세는 북베트남 군대가 주도적으로 진행하게 된다. 이 동안 북베트남에서는 장기전을 촉구한 쯔엉찐의 "북부 우선" 파벌과 레주언의 "남부 우선" 파벌의 대립이 있었는데, 1970년 레주언의 지위가 다시 상승한 이후 마침 라오스와 캄보디아의 내전 상황이 유리하게 되자 호찌민 루트는 재개되었다.
1973년 파리 평화 협정에도 불구하고 공세가 이어졌고, 끝내 1975년 4월 30일 사이공 함락으로 베트남 전쟁이 끝난 이후 남베트남 공화국이 수립되었다. 이후 남부에 대한 권한은 베트콩보다 북베트남 군대에 할당되었고, 구 남베트남의 관료 조직은 완전히 훼파되었다. 북베트남 지도층은 1975년 8월 당 회의에서 베트콩과의 협의 없이 조직 해산을 결정했고, 1976년 남베트남 합병 이후 1977년까지 조직은 해산, 신설된 베트남 조국 전선으로 편입되었다.

## 같이 보기
- 베트민
- 베트남 전쟁

## 참고

### 인용
1. 1 2 3 4 5  Hupchick 2002.
2. 1 2  조원빈 2015, 117쪽.
3. ↑  조원빈 2015, 118쪽.
4. 1 2  Porter 1993.

### 자료
- Hupchick, Dennis P. (2002). 《The Balkans : from Constantinople to communism》. New York: Palgrave. ISBN 978-0-312-29913-2. OCLC 54360177.
- 조원빈 (2015). “광복 70년, 냉전과 탈냉전의 한국사회”. 한국정치학회.[확인 필요]
- Porter, Gareth (1993). 《Vietnam: The Politics of Bureaucratic Socialism》 (영어). Cornell University Press.